# マクロス ダイナマイト7
『マクロス ダイナマイト7』（マクロス ダイナマイトセブン / MACROSS DYNAMITE-SEVEN）は、1997年から1998年にかけて発売されたOVA。テレビアニメ『マクロス7』の後日談にあたる作品。全4巻（各30分）。

## 概要
テレビシリーズの人気を受けて2年後に制作されたオリジナルストーリー。主人公の熱気バサラが放浪中に立ち寄った惑星ゾラで、謎の「銀河クジラ」を追う人々に出会い、バサラ自身も銀河クジラに歌を聴かせようと奮戦する、という物語である。ロードムービー調の展開で、ハーマン・メルヴィルの小説『白鯨』を思わせるテーマが描かれる。
おもなスタッフやキャストはテレビシリーズと共通であるが、キャラクターデザイン・作画監督はテレビシリーズの桂憲一郎に代わり、各話の作画監督を務めていた新羽こういちろう（伊藤岳史）が担当した。また、CGはテレビシリーズのリンクスに代わり、GONZOが担当した。
音楽面については、テレビのない辺境惑星を舞台に架空のラジオ番組をBGMとして使う演出が特徴となっている。
Fire Bomberの新曲「DINAMITE EXPLOSION」が流れるオープニング (OP) アニメーションは、各話ごとに4パターンが使用された。エンディング (ED) アニメーションは、原作者の河森正治が世界各地で撮った写真や動画に手描きのキャラクターを合成している。なお、手描き部分の作画監督はOP、EDともに黒田和也が担当した。
2007年11月24日から同年12月22日まで、毎日放送「アニメシャワー」枠にてテレビ放映された（12月8日は特別番組放映のために休止）。

## あらすじ
バロータ戦役から1年が経過した西暦2047年、マクロス7船団はふたたび宇宙航海を続けている。戦争終結の立役者であるFire Bomber（ファイアーボンバー）は銀河系に轟くメジャーロックバンドとなったが、ボーカルの熱気バサラは人気に辟易し、メンバーに黙って気の向くまま一人旅に出かける。
バサラは放浪先の辺境惑星ゾラで武装集団と現地のパトロール隊との交戦に巻き込まれて負傷し、ゾラ人の少女エルマに助けられる。エルマは、この惑星には年に一回「銀河クジラ」と呼ばれる謎の存在が回遊してくること、武装集団は密漁団で、売り物にするためクジラを狙っていることをバサラに語る。エルマの父グラハムもまた、クジラに歌を聞かせようとして命を落とした妻マリアの敵を討つためクジラを狙っていた。バサラはクジラに歌を聞かせようと意気込んでマリアの形見であるVT-1Cに乗って宇宙へ飛び出し歌うが、群れを率いる白い銀河クジラの影響により機体を破壊されて宇宙空間に放り出される。
エルマの姉でパトロール隊員のライザに間一髪で助けられるものの、瀕死の重傷を負ったバサラは治療室に収容される。朦朧とする意識のまま治療室を抜け出したバサラはエルマに連れられ、どんな傷でも治るというゾラの秘湯に浸かる。歌っている最中に見たクジラのぎらつく目を思い起こしたバサラはたちどころに復活し、同じく傷を癒していたグラハムとともにクジラの墓場と呼ばれる場所にたどり着く。
バサラ、エルマ、グラハムは、墓場に描かれた古代人の記録からクジラの秘密を知る。死にたくとも死ねず、何百万年ものあいだ群れを率い、仲間の死を見送り続けた白いクジラをみずからの手で死に場所へ導くというグラハムに対し、バサラは死を望んでいるのはグラハム自身ではないかといい、改めてクジラに歌を聞かせることを決意する。グラハムの家に戻ったバサラたちは、密漁団と武器密売人の交渉現場に潜入していたライザから、密漁団が狩りの邪魔をする白いクジラを反応弾で消し去ろうとしていることを知らされる。バサラは一足先に宇宙へ飛び出したグラハムの後を追い、歌の力に着目した銀河クジラ研究者のローレンスによってスピーカーシステムを搭載されたVF-19Pに乗って再び宇宙へと向かう。
バサラは戦場のなか、クジラに向かってひたすらに歌い続ける。密漁団は反応弾を放つが、白いクジラは赤い花粉を放って爆発からその身を守り、何事もなかったかのように回遊を続ける。バサラはその姿に感激してさらに熱唱し、クジラはついにその歌にこたえるように歌いだす。寿命を迎えた一部のクジラは墓場に落ち、それにより生じたエネルギーを十分に吸収して新たな個体を産み出したクジラの群れは、銀河のかなたへと飛び去ってゆく。その後、絶縁状態にあったグラハムとライザは和解し、バサラは弟子入り志願するエルマに歌とは何かを一言で伝えると、そのまま機体を借りてゾラを飛び立つ。

## 設定・用語

### 惑星ゾラ
本作は銀河系辺境にある惑星ゾラが舞台となる。軌道上には小天体で形成されたリング（通称アステロイドベルト）を持ち、表面には水や大気を有する。多様な植物が生い茂り、棲息する動物の雄は腹部に「袋」を持っている。地球人類も生存が可能な環境であるが、後述する銀河クジラの影響で大気中に雑菌が繁殖するため、移住には適さないとされている。
この惑星にはゾラ人（ゾラじん）という先住種族が存在し、地球文化圏と友好的な関係を結んでいる。外見は地球人に似ているが、横に長く伸びた耳が特徴で、前髪と後ろ髪で色や質が異なっており、男性は前腕部に剛毛が生えている。言語能力などに関与する共生生命体キャットスネーキー（三つ目の蛇のような生き物）を首に巻いている。農耕や狩猟中心の素朴な暮らしを営んでおり、文化レベルは地球における20世紀前半の先進国レベルであるとされるが、パトロール隊では可変戦闘機や宇宙船など地球の進んだテクノロジーも取り入れられている。
ゾラ人の文化では映像メディアが発達しておらずラジオを主要メディアとしており、劇中ではラジオドラマ「ゾミオとゾリエット」、カラオケ番組「カラオケバンバン」、音楽番組「フォールドストリーム」などといった番組が流される。「ゾミオとゾリエット」は、マクロス11出身で仕事のためゾラに住む男性ゾミオが使用人のゾラ人女性ゾリエットと関係を持ち、彼女と結婚してゾラに永住することを決意するが、ゾミオの腹には「袋がない」という理由で破局を迎え、すべてを失うという内容。
地球人とゾラ人とのファーストコンタクトがどのようなものであったのかは、作品中では描かれていない。『マクロスF』では、地球人と混血可能であるとされており、メインキャラクターのひとりミハエル・ブランはゾラ人の血を引いているという設定である。地球人やゼントラーディ人同様、50万年前に銀河を支配した星間文明プロトカルチャーによって生み出された種族であるとする説を紹介した資料も存在する。
惑星ゾラの風景や生物、乗り物などのデザインは宮武一貴が手がけている。「ひなびた漁港のような星を舞台にしたい」という河森の要望があり、技術水準はテレビが普及していないということで昭和30年代を想定し、風景は宮武が住む三浦半島をモデルとしている。

### 銀河クジラ
銀河クジラ（ぎんがクジラ）は、年に1回惑星ゾラ付近に回遊してくる巨大な存在の通称。通常の銀河クジラと、群れを率いるひときわ巨大な白い銀河クジラ（通称「白い奴」「白クジラ」）が存在する。宇宙船の機関部に転用できるため許可制で捕鯨が行われているが、密漁を行う者もあとを絶たず、パトロール隊との衝突が続いている。
古代のゾラにおいては「バーラエナ」と呼ばれ、数百万年の時を生きるという「白きバーラエナ」（白クジラ）は神として畏れられていた。銀河学会においては、植物性の構造を持つ星間物質で構成されたエネルギー体であり、意思を持つ生命ではないと見なされてきた。通常のクジラは約7,000年間生きたあとに惑星ゾラにある「クジラの墓場」に墜落し、エネルギーをゾラに還元する。そのエネルギーを吸収した白いクジラが「赤い胞子」、通常のクジラが「白い胞子」を放ち、それらが融合することで新たな個体が生まれる。
銀河クジラのデザインも宮武が手がけた。クジラに見えなくてもよい、植物的な生物かもしれないと考え、ノズルに相当する箇所を植物の根のようにしている。設定画では「深読みすれば…」と前置きしたうえでゼントラーディ軍の戦艦ノプティ・バガニスのモデルになった可能性について言及している。

## 登場人物
熱気バサラ
声 - 林延年、歌 - 福山芳樹
Fire Bomberのボーカルとギターを担当。
ミレーヌ・フレア・ジーナス
声 - 桜井智、歌 - チエ・カジウラ
Fire Bomberのボーカルとベースを担当。
ガムリン・木崎
声 - 子安武人
統合軍ダイアモンドフォースの隊長。
レイ・ラブロック
声 - 菅原正志
Fire Bomberのリーダー。キーボードを担当。
ビヒーダ・フィーズ
Fire Bomberのドラムスを担当。
エルマ・ホイリー
声 - 阪口あや
歌手志望のゾラ人少女。
ライザ・ホイリー
声 - 岡本麻弥
エルマの姉。パトロール隊員。
グラハム・ホイリー
声 - 中田譲治
エルマ、ライザの父。巨人化し、銀河クジラとの戦いに執念を燃やす。
ローレンス
声 - 中原茂
パトロール隊の科学者。
パトロール隊隊長
声 - 安井邦彦
ライザの上司。
カリバ
声 - 小杉十郎太
密漁団のリーダー。

## 登場メカ

### 可変戦闘機
VT-1C オストリッチ
民生型バルキリー。複座練習型VT-1が民間に払い下げられたもの。グラハムの家にあった機体をバサラが使用。クジラ捕獲用の銛撃ち銃を持つ。
作業用バルキリー
マクロス7の修復を行っている機体。左手の部分が溶接機になっている。
VF-5000G スターミラージュ
惑星ゾラパトロール隊の主力機。複座練習型VF-5000T-Gも登場する。新星インダストリー初の開発機で2010年後半時期ではVF-4 ライトニングIIIに代わる主力機であった。殺傷力のないショック弾仕様のミサイルランチャーを装備。
VA-3C改 インベーダー
密漁団の主力可変攻撃機。クジラ捕獲用の銛撃ちガンポッドや、マイクロミサイル、腕に内蔵のパルスレーザーを装備。
VF-17D ナイトメア
統合軍の特殊作戦機。ロスチャー商会の密売品のひとつ。
VF-22S シュトゥルムフォーゲルII
統合軍の最新鋭特殊作戦機。テレビシリーズではマックス艦長・ミリア市長の専用機だったが、本作ではガムリンが指揮する精鋭部隊「ダイアモンドフォース」にも配備されている。
VF-19P エクスカリバー
惑星ゾラパトロール隊に1機のみ先行配備された導入評価試験用機。時空共振サウンドスピーカーシステム換装機。バサラが勝手に乗り込み、戦闘中に赤く染まりファイアーバルキリーを踏襲する出で立ちになる。
VF-11MAXL改 ミレーヌ専用機
通称ミレーヌバルキリー。ミレーヌ専用の改造機。

### 艦船
マクロス7船団
バサラたちが住む第37次超長距離移民船団。
キャッチャーボート
グラハムの使う銀河クジラ捕獲用宇宙ボート。水上走行、大気圏内外の飛行が可能。船首には捕鯨銃が設置され、船首ボート部はクジラ追跡時に分離して高機動形態となる。
パトロール隊母艦
密漁団母艦

## 主要スタッフ
- 企画 - 大西良昌
- 原作・シリーズ構成・メカニックデザイン - 河森正治
- 監督 - アミノテツロー
- 脚本 - 富田祐弘
- キャラクター原案 - 美樹本晴彦
- キャラクターデザイン - 新羽こういちろう
- プロダクションデザイン - 宮武一貴
- 作画監督 - 新羽こういちろう
- メカ作監 - 伊藤浩二
- 美術監督 - 坂本信人(bic Studio)
- 撮影監督 - 白井久男
- 編集 - 田熊純
- 音響監督 - 本田保則
- 音響効果 - 蔭山満（フィズサウンドクリエイション）
- OP/ED制作 - GONZO
- 企画協力 - スタジオぬえ
- 制作 - 葦プロダクション
- 製作 - ビックウエスト・バンダイビジュアル・毎日放送・小学館

## 使用曲

### オープニングテーマ
「DYNAMITE EXPLOSION」
作詞 - 古屋敏之 / 作曲 - 福山芳樹 / 編曲 - ON-DO / 歌 - Fire Bomber

### エンディングテーマ
「PARADE」
作詞 - K.INOJO / 作曲 - 川野美紀 / 編曲 - ON-DO / 歌 - Fire Bomber

### 挿入歌
「NEW FRONTIER」
作詞 - 石川雅敏 / 作曲 - 河内淳貴 / 編曲 - ON-DO / 歌 - Fire Bomber
「FEEL UNIVERSE」
作詞 - 高柳恋 / 作曲 - Three Cat Night / 編曲 - 中山弘 / 歌 - Fire Bomber
「WILD LIFE」
作詞 - K.INOJO / 作曲 - 飯塚昌明 / 編曲 - 中山弘 / 歌 - Fire Bomber
「GO（自由な唄）」
作詞 - M.MEG / 作曲 - 川野美紀 / 編曲 - 田中裕千 / 歌 - Fire Bomber
「恋のマホウ」
作詞 - M.MEG / 作曲 - 湯川とうべん / 編曲 - M.Project / 歌 - Fire Bomber
「ANGEL VOICE」
作詞 - K.INOJO / 作曲 - 菅野よう子 / 編曲 - 菅野よう子 / 歌 - 熱気バサラ（福山芳樹）
「水のような愛のような」
作詞 - 真名杏樹 / 作曲 - 川野美紀 / 編曲 - 上杉洋史 / 歌 - マリア（川野美紀）

## リリースデータ
全てバンダイビジュアルより販売
- VHS、LD
  - 『VOL.1 漂流 - WONDER - 』 1997年12月18日
  - 『VOL.2 墓場 - CEMETERY - 』 1998年2月25日
  - 『VOL.3 孤独 - LONESOME - 』 1998年5月25日
  - 『VOL.4 銀河クジラの歌う星 - ZOLA - 』 1998年8月25日
- DVD
  - VOL.1『漂流 - WONDER - 』、『墓場 - CEMETERY - 』2000年7月25日
  - VOL.2『孤独 - LONESOME - 』、『銀河クジラの歌う星 - ZOLA - 』2000年9月25日
- ブルーレイ
  - マクロス7 Blu-ray Box Complete FIRE 2（全話収録） 2012年12月21日

## 関連作品

### マクロス ダイナマイト7 ミレーヌビート
『マクロス ダイナマイト7 ミレーヌビート』（マクロス ダイナマイトセブン ミレーヌビート）は、高山瑞穂の漫画作品。1997年から1998年まで『月刊少年エース増刊 エースダッシュ』誌上で連載された。全5話。単行本は角川書店より全1巻（ISBN 4-04-713231-4、1998年8月7日初版）が発売されている。
『マクロス ダイナマイト7』のサイドストーリー。テレビシリーズのヒロインであるミレーヌ・ジーナスを主人公に据え、ソロ活動をすることになったミレーヌの心情と成長を描く。マクロス7船団を舞台としており、OVA本編には登場しないテレビシリーズのサブキャラクターも複数描かれている。
ストーリーはOVA版で描かれた一部のシーンとリンクするかたちで進められるが、終盤のシーンは大筋こそ変わらないものの独自のアレンジが加えられており、OVA版と完全にはリンクしていない。

#### あらすじ（ミレーヌビート）
プロトデビルンとの戦いから1年後、マクロス7船団では復興を祝う「マクロス7復興祭」が執り行われていた。16歳となったミレーヌは、復興祭パーティの席でテレビプロデューサーのサザピーに、自分がメインボーカルであるバサラと比べて、まったく脚光を浴びていないことを指摘され、のちにそれが事実であることを知り愕然とする。ミレーヌはバサラと向き合うためサザピーの誘いを受け、一度限りという約束でアイドルグループ「ジャミング・エンジェルス」とユニットを組んで出演する。その裏ではミレーヌの歌の力を利用してプロトデビルンの細胞サンプルから生み出した生体兵器「エビル」を稼働させる計画「プロジェクトE」がひそかに推し進められており、サザピーはそれに深く関与していた。
後日流れたファイアー・ボンバー脱退の噂を否定し、復興祭ライブに向け新たに開発されたプラズマシンクロシステムの実験を行っている最中、ミレーヌはバサラの歌に迷いを感じ取り、自分の歌によってその迷いを晴らす。船団での生活に退屈していたバサラは、これを機に放浪の旅へと出かける。ミレーヌは新ユニットでも活動しながら表面上は明るくふるまうが、ガムリンはその心中を察し、バサラを連れ戻しに向かう。
ソロ活動が軌道に乗り始めるなか、ミレーヌはサザピーがジャミング・エンジェルスの才能不足をなじる姿を目撃し、誘われたホテルの一室で抗議する。ミレーヌには特別な才能があると言うサザピーは、ミレーヌに薬を盛ってベッドに押し倒し、興奮をいざなう。そのとき、ミレーヌの感情と呼応するようにエビルが動き出し、ミレーヌのもとに向かう。自分には才能がないと言うミレーヌに対し、エビルはミレーヌの歌にパワーをもらったと言い、自ら歌いだす。ミレーヌはエビルとともに歌い、かつてバサラが言った「銀河が歌ってるぜ」という言葉の意味を実感する。その後エビルは宇宙のどこかへと旅立ち、ミレーヌもバンド仲間に促され旅立ちを決意する。

#### 登場兵器（ミレーヌビート）
登場するのはVF-11MAXL改 ミレーヌ専用機（ミレーヌバルキリー）、VF-17T改 ナイトメア（ストームバルキリー）、VF-11D改 サンダーボルト（ジャミング・エンジェルス専用機）、VF-11C サンダーボルト、VF-22S シュトゥルムフォーゲルII（ガムリン木崎機およびミリア・ファリーナ・ジーナス機）。VF-11MAXL改のカナード翼部分に「Fire Bomber」のロゴが入っているなど、若干の変更が見られる。

#### 用語（ミレーヌビート）
ジャミング・エンジェルス
サザピーが自身の関与するプロジェクトE（後述）のために結成したアイドルグループ。メンバーは統合軍の民間協力隊「ジャミングバーズ」の女性隊員「ジャミングガールズ」の3人。
プラズマシンクロシステム
Dr.千葉がサウンドエナジー応用技術の開発中に偶然発見した副産物的な技術で、サウンドブースターから放射されたサウンドビームをオーロラのように空間に投影するシステム。マクロス7復興祭の最後を飾る銀河花火大会の「花火」として使用され、観衆を楽しませる。
プロジェクトE
統合軍のバートン大佐が中心となって推進する計画。1年前に採取したプロトデビルンの細胞サンプルを元に、プロトデビルンの器となったプロトカルチャーの生体兵器「エビル」を開発・量産化し、マクロス7に配備することが目的である（Eとはエビルの頭文字）。そのためには大量の生体エネルギー「スピリチア」の採取が必要となるため、統合軍訓練艦ビギンヒルに設置された「スピリチアアブソーブドアクチュエーター(SPIRITUA ABSORBED ACTUATER)」を用いて、ファイアー・ボンバーのライブで歌を聴きスピリチアを回復した観衆からひそかにスピリチアを抜き取り、エビルを培養していた。

### 小説版
飯野文彦 『マクロス ダイナマイト7』上下巻
角川書店 1999 - 2000年 ISBN 978-4047016248（上巻） ISBN 978-4047016286（下巻）
ノベライズ作品。一部の展開が原作と異なっており、あとがきによればパラレルワールドとして位置づけられている。

### CD
ビクターエンタテインメントより発売。

#### シングル
- 『DYNAMITE EXPLOSION』（1997年12月17日発売）

#### アルバム
- 『DYNAMITE FIRE!!』（1998年1月21日発売）
- 『ENGLISH FIRE!!』（1998年2月21日発売）
- 『ZZNKQB ZOLA RADIO FIRE!!』（1998年9月2日発売）

### ゲーム
マクロスアルティメットフロンティア
2009年10月1日発売。PlayStation Portable用のアクションシューティングゲーム。
プレイヤーは惑星ゾラのパトロール隊員となる。OVAを原作とした「漂流」「密漁団との攻防」「孤独」「銀河クジラの歌う星」とゲームオリジナルの「銀河パトロール隊訓練」の合計5つのミッションが収録されている。クロニクルモードでは熱気バサラとして銀河クジラに歌を聞かせる。